# Doborpajzs

Doborpajzs

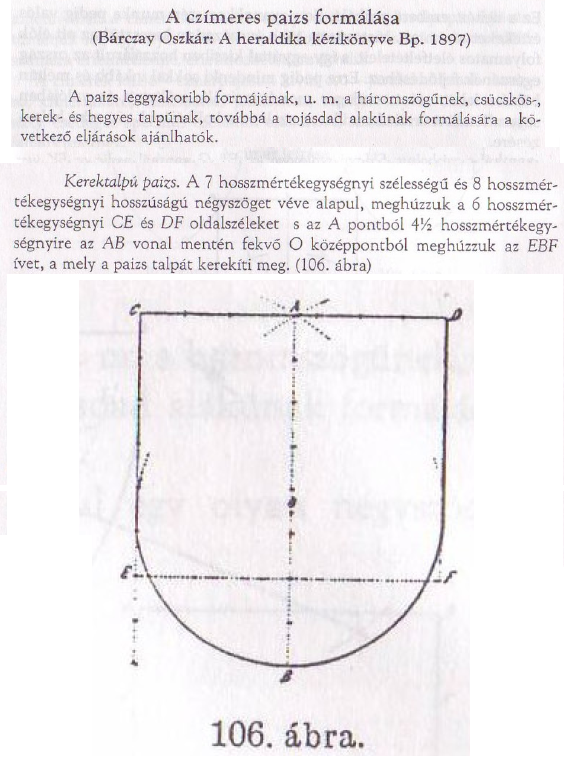
A doborpajzs megszerkesztése Bárczaynál

A doborpajzs helyes megszerkesztése

A doborpajzs az élő heraldika korának egyik legkorábbi pajzsformája. Magasabb és egyben szűkebb változata a 12. század végén jelent meg Spanyolországban. A 13. század elején ma is szokásos arányú változata Délnyugat-Franciaországban is elterjedt, majd a század közepén megjelent Languedoc, Provence, Dauphiné, majd Savoya területén és végül és a 14. század végétől egész Európában elterjedt. Egyik első példája Waleran (1180-1226), Luxembourg hercege feleségének doborpajzson viselt címere. A csatában ténylegesen is viselt hadi és heraldikai pajzs volt. A német spanischer Schild, „spanyol pajzs” elnevezés nem igazolható, de a négyelt pajzsok spanyolországi első alkalmazásával nagyjából egy időben jelent meg, viszont ekkoriban szinte egész Európában használták.
A rómaiak kétféle pajzsot használtak. A kerek pajzsot, melyet tárcsának (en: targe, pl: tarcza) is nevezünk és egy négyszögű lovassági pajzsot, melynek teteje és alja domború volt. Úgy tűnik, hogy ez a pajzsforma Spanyolországban továbbra is használatban maradt, mert a korai spanyol pajzsformák négyszögletesek voltak. A kör alakú pajzsot más kora középkori népek lovassága is használta.
A doborpajzs másik elődje háromszögű pajzs ívelt oldalú változata. Ennek alját egyszerűen lekerekítették. Ezáltal az alja nem sebezte ki a ló nyakát, másrészt alul a címerábrákat is jobban lehetett ábrázolni, különösen az osztott címerekben. Egyenes teteje és oldala volt, félkör alakú alsó résszel. Egyes változatainál az oldalai nem párhuzamosak a pajzs tetejére, hanem némileg egyenesen befelé tartanak. A doborpajzsok ma is gyakran használt pajzsformák.

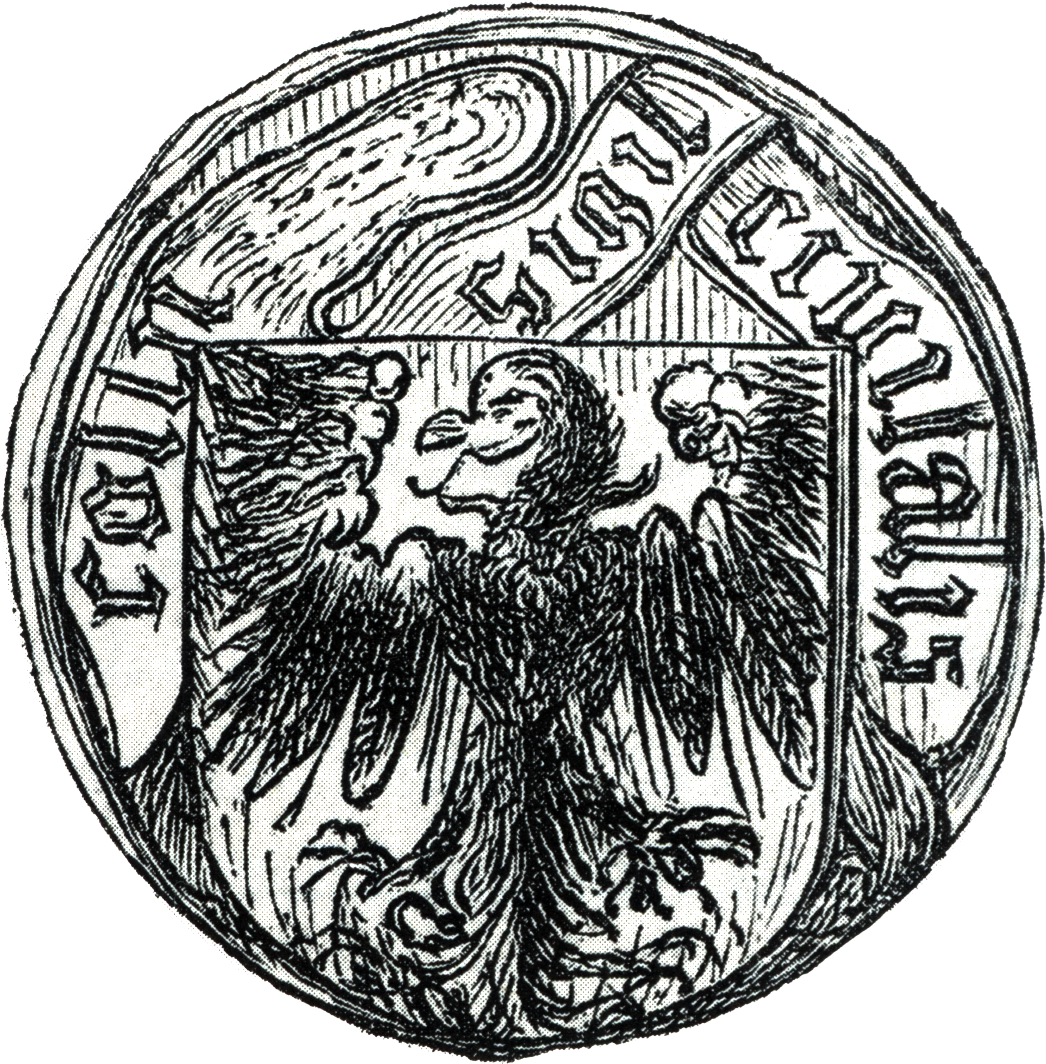
1491
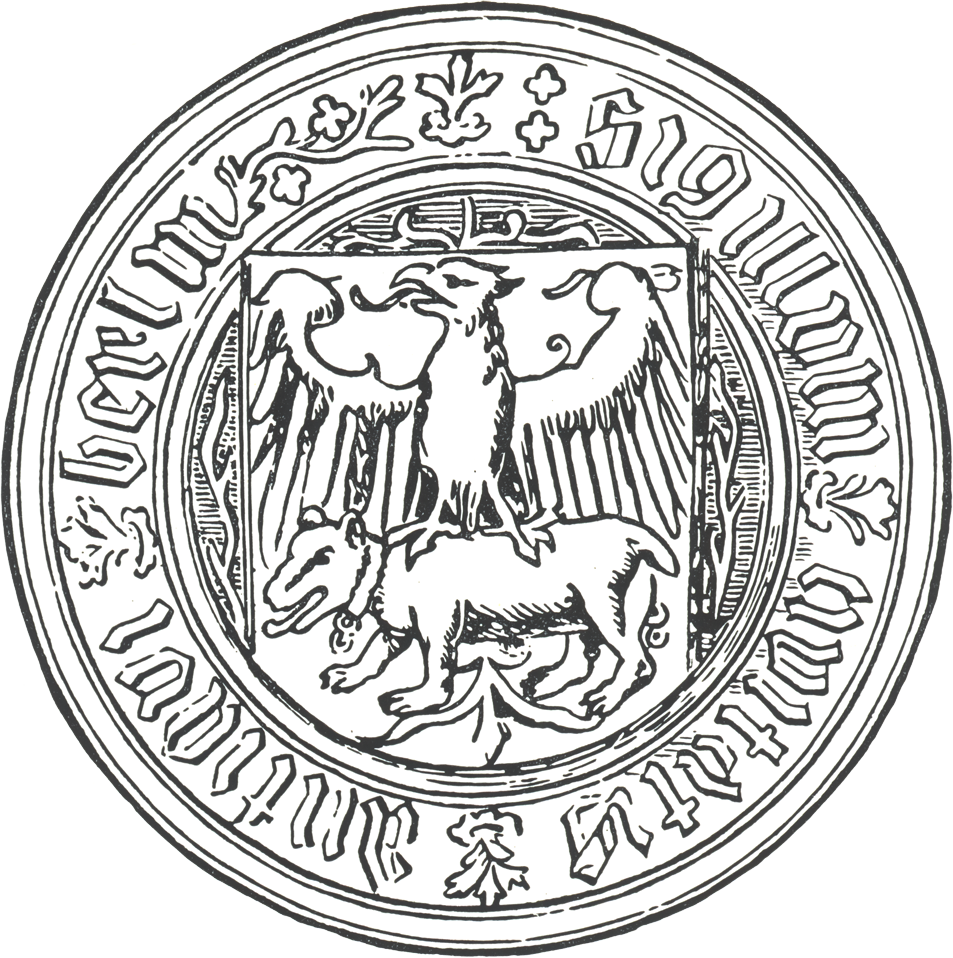
Hegyes sarkú doborpajzs Berlin pecsétjén, 1460 (átmenet a csücsköstalpú pajzs felé)
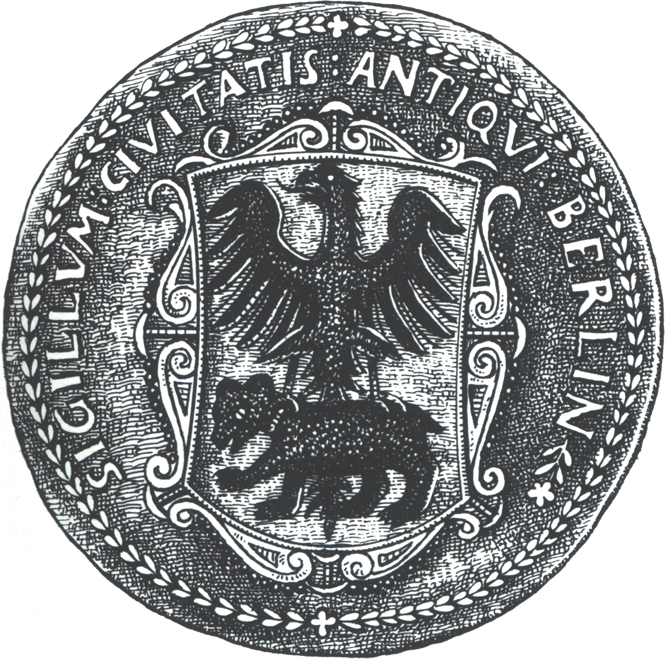
Berlin pecsétje, 1700 (barokk kori hegyes sarkú doborpajzs)
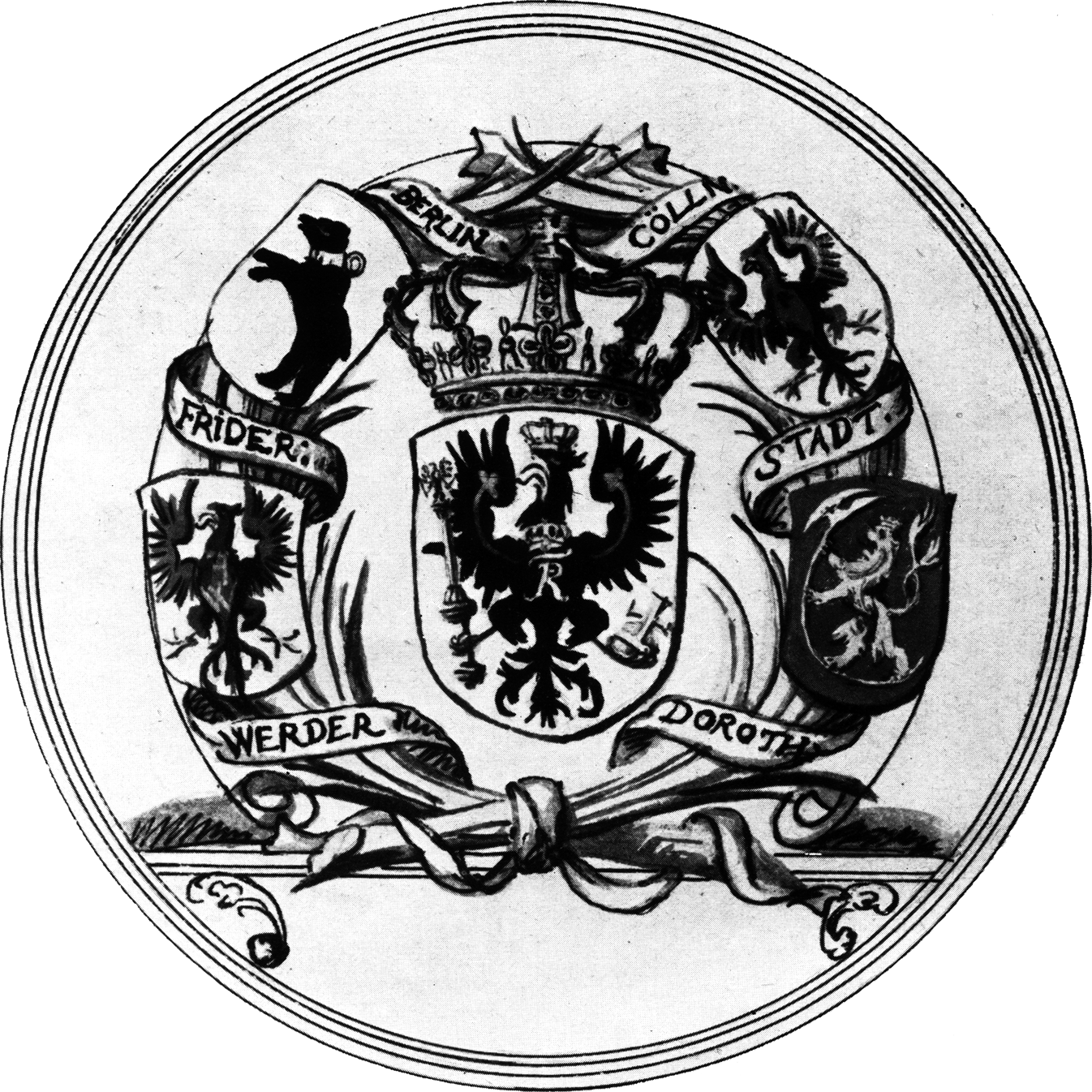
Berlin pecsétje, 1709 (Ívelt tetejű doborpajzs)
Befelé szűkülő doborpajzs